# Jensen 541
Der Jensen 541 war ein Sportwagen, der zwischen 1954 und 1963 von dem britischen Automobilhersteller Jensen gefertigt wurde. 1957 und 1960 erschienen überarbeitete Ausführungen, die die Bezeichnung 541R bzw. 541S trugen.

## Hintergrund
Das 1935 von Richard und Alan Jensen gegründete und in West Bromwich ansässige Unternehmen Jensen Motors war in erster Linie als Karosseriehersteller tätig. Neben individuellen Sonderaufbauten, die Kundenwünschen folgten, fertigte Jensen in kleiner Serie sportliche Karosserien für Fahrgestelle von Austin, Ford, Morris und Wolseley. Ab 1935 entstand zudem unter eigenem Namen eine Reihe teurer Sportwagen, die im Marktsegment der Oberklasse angesiedelt waren. 1950 stellte das Unternehmen ein Sportcoupé und -cabriolet mit der Bezeichnung Interceptor vor, das auf Austin-Technik beruhte. Das in Abgrenzung zum gleichnamigen Modell der 1960er Jahre rückblickend als „Early Interceptor“ bezeichnete Fahrzeug hatte eine Stahlkarosserie, die den Wagen schwer machte und die Fahrleistungen beschränkte. Für das Nachfolgemodell war ein leichterer Aufbau vorgesehen. Die Jensen-Brüder waren überzeugt davon, dass glasfaserverstärkter Kunststoff  mittelfristig Stahl und Aluminium als bevorzugter Werkstoff im Karosseriebau ablösen werde; daher entschieden sie sich dafür, den Nachfolger des Early Interceptor mit einer Kunststoffkarosserie auszustatten. Neben der Korrosionsunanfälligkeit versprachen sie sich ein geringeres Gewicht und erhöhte Fahrleistungen.
Der Jensen 541 löste den Interceptor im Herbst 1953 ab. Seine Bezeichnung leitet sich aus dem Modelljahr ab, für das er konzipiert war (1954). Die „1“ bezog sich auf die erste Serie. Zwar produzierte Jensen später zwei weiterentwickelte Baureihen; die Bezeichnung wurde ungeachtet dessen jedoch nicht aktualisiert. in Vorgestellt wurde das viersitzige Fahrzeug auf der London Motor Show im Oktober 1953.

## Einzelheiten

### Technik
Der Jensen 541 verfügte über ein Kastenrahmen aus gepresstem Stahlblech. Bei ihm handelte es sich um eine Eigenkonstruktion Jensens.
Die Mechanik einschließlich des Fahrwerks wurde überwiegend von Austin A70 übernommen. Die Vorderräder waren einzeln an Trapez-Dreiecksquerlenkern aufgehängt, hinten wurde eine Starrachse mit Halbelliptikfedern verwendet. Der 4,0 Liter große Reihensechszylindermotor kam wie schon beim Vorgängermodell vom Austin A125 „Sheerline“, einer schweren Repräsentationslimousine, die werksseitig noch mit Vorkriegskarosserie ausgeliefert wurde. Bei Jensen war der Motor wahlweise mit zwei oder drei einzelnen Flachstromvergasern ausgestattet. Das Triebwerk leistete 137 PS. Spätere Versionen waren teilweise leistungsstärker. Anfänglich verwendete Jensen ein Schaltgetriebe von Austin, das mit einem Overdrive von Laycock-de Normanville verbunden war. Die letzte Serie des 541 war dagegen mit einem Automatikgetriebe ausgerüstet.

### Karosserie

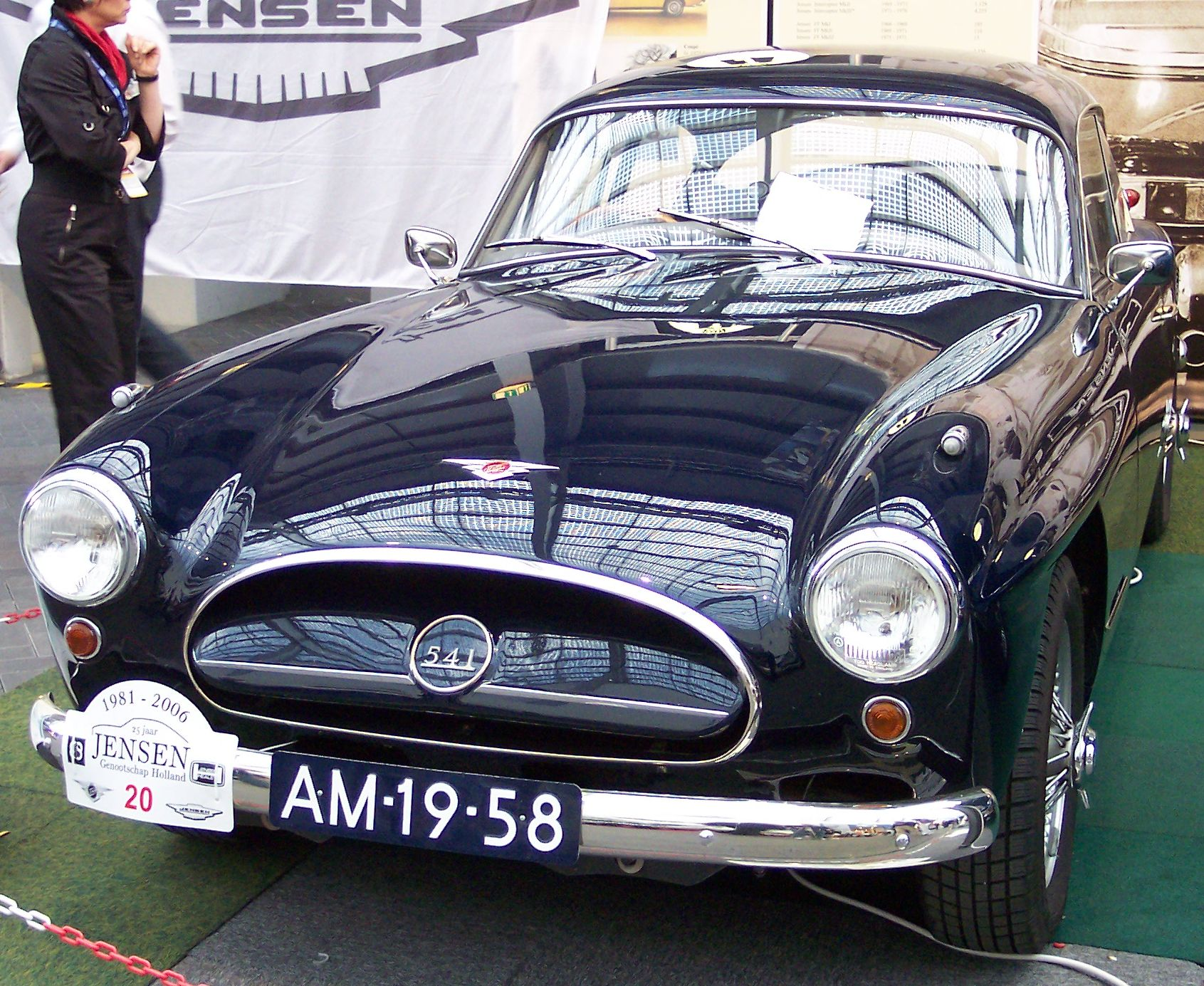
Bewegliche Kühlerabdeckung aus Kunststoff

Die Karosserie bestand mit Ausnahme der Türen, die aus Aluminium gefertigt waren, aus glasfaserverstärktem Kunststoff. Ihre Form wurde von Eric Neale und dem Jensen-Manager Colin Riekie entworfen. Sie war aerodynamisch effektiv: Der Luftwiderstandsbeiwert betrug 0,36 cw. Der Aufbau war etwa 150 kg leichter als der des Vorgängermodells.
Eine stilistische Besonderheit des Jensen 541 war eine ovale Kühleröffnung, die anstelle eines Kühlergitters über eine bewegliche Abdeckung aus Kunststoff verfügte. Der Fahrer konnte die Abdeckung vom Wageninnen aus steuern und so die Kühlluftzufuhr nach Bedarf in fünf Stufen variieren. Dieses ungewöhnliche Detail verschwand erst 1960 mit der letzten Serie des 541. Die Heckscheibe, die in Form einer Panoramascheibe in die Wagenflanken hineinragte, war aus Kunststoff gefertigt. Das Material war lichtempfindlich; im Laufe der Zeit verfärbte es sich gelblich.
Der Jensen 541 erreichte eine Höchstgeschwindigkeit von 175 km/h. Der ab 1957 angebotene 541R erreichte mit einem stärkeren Motor über 200 km/h.

## Sonderaufbauten

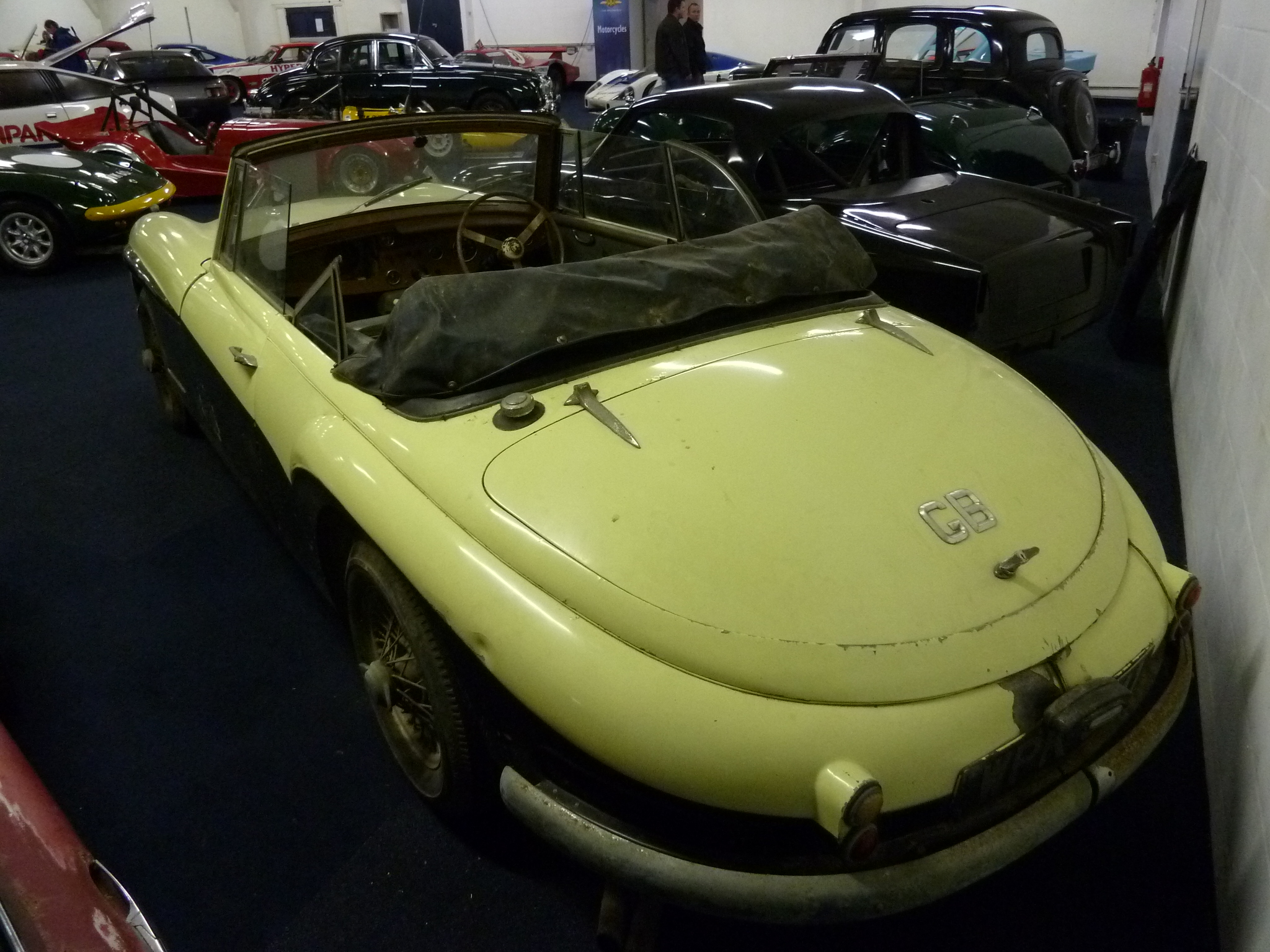
Jensen 541 Drophead Coupé von Abbott of Farnham

Den Jensen 541 gab es, anders als den Early Interceptor, werksseitig nur als Coupé. Der britische Karosseriehersteller Abbott of Farnham stellte 1954 eine Cabrioletversion vor. Die Heckpartie des Drophead Coupé genannten Wagens war aus Aluminium gefertigt und wich in stilistischer Hinsicht stark von der des serienmäßigen Coupés ab: Sie war gerundet und erinnerte an das Heck eines Bristol 402, den der Direktor von Abbott privat fuhr. Abbott schlug Jensen eine Serienfertigung des Cabriolets vor. Das Unternehmen sah dafür aber keinen Markt. Von Abbotts Cabriolet entstanden letztlich nur zwei Exemplare.

## Bilder

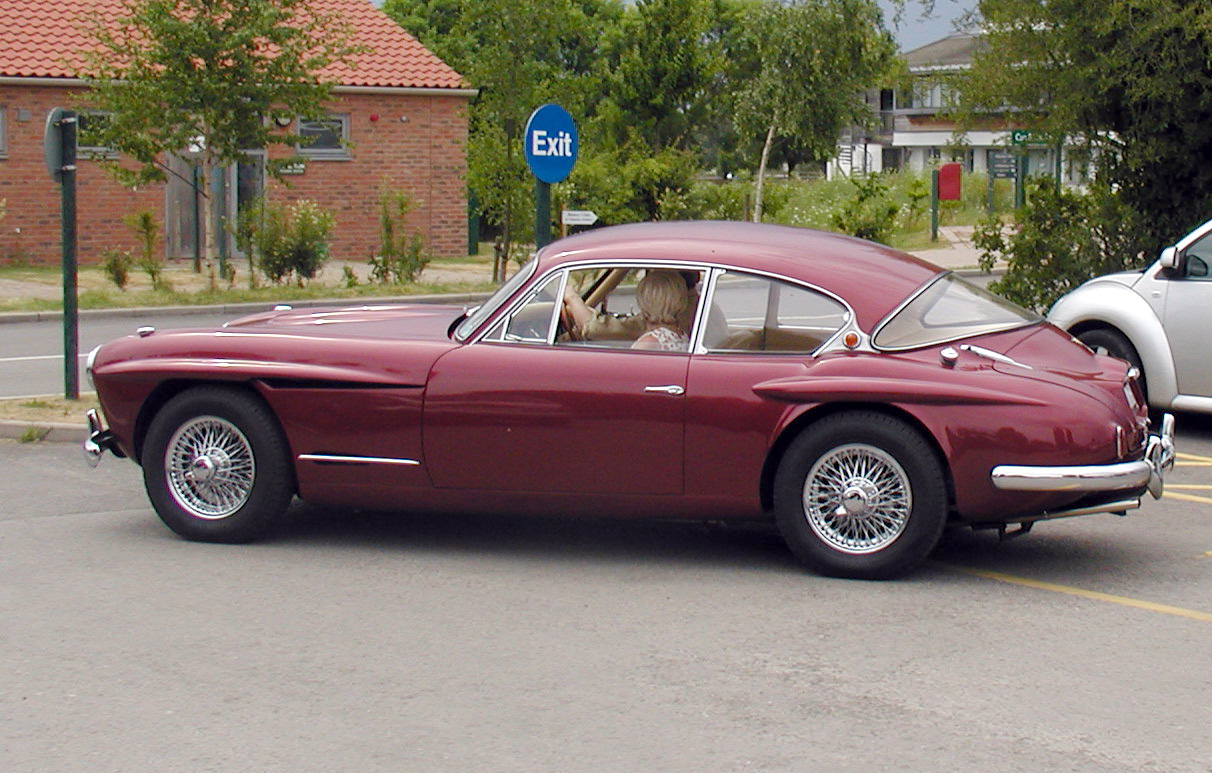
Jensen 541R (1959)
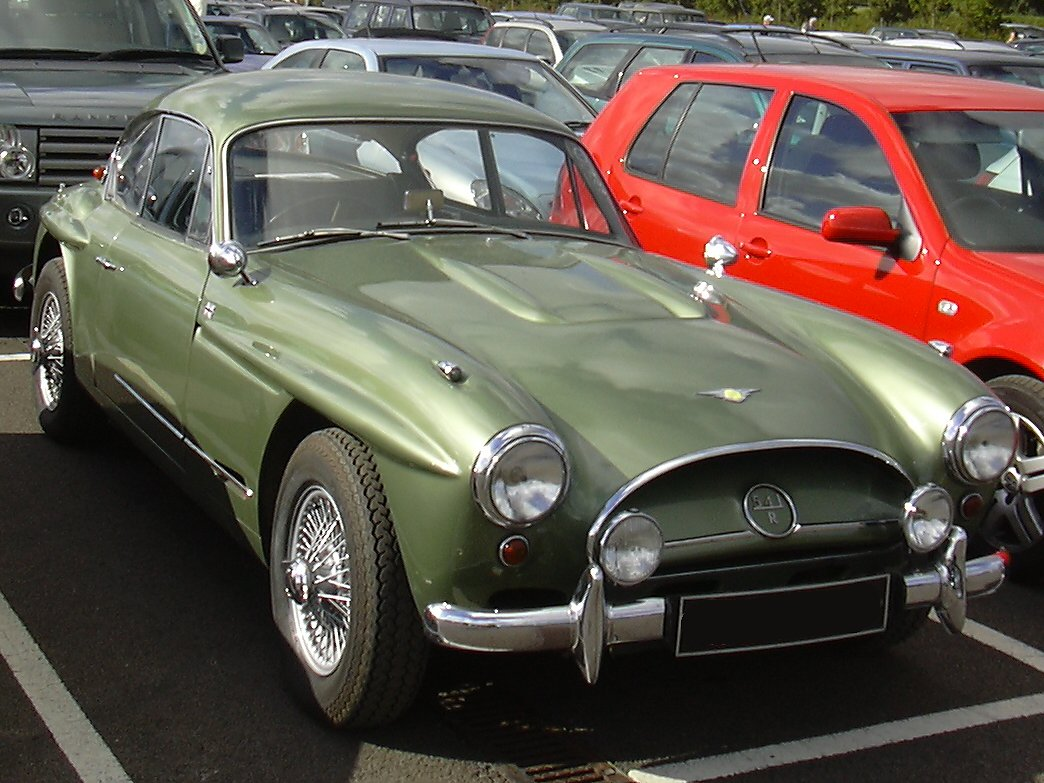
Der stärkere Jensen 541R
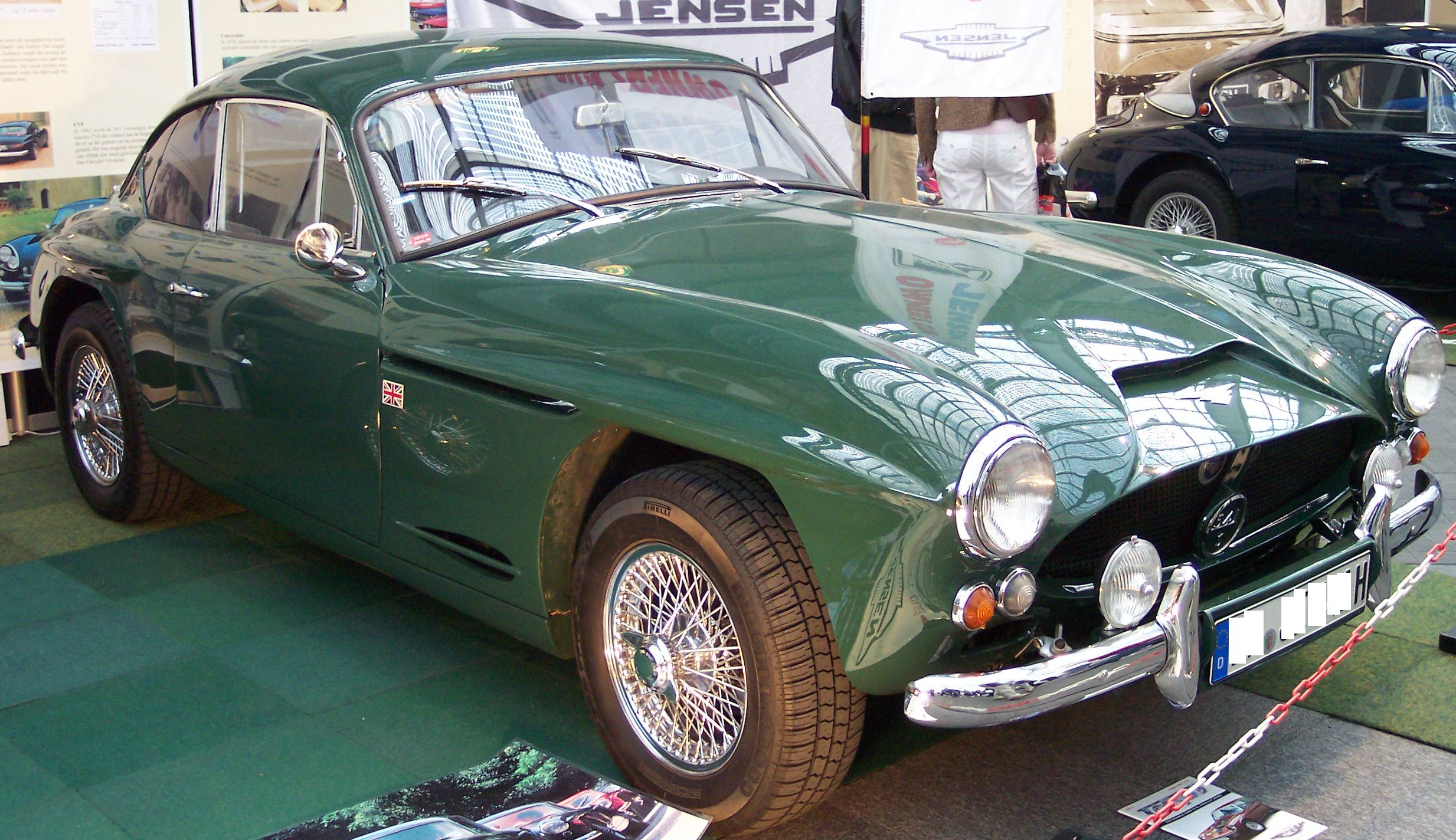
Stehender Kühlergrill des Jensen 541S